# Heinrich Backhaus
Heinrich Backhaus (* 3. Dezember 1888 in Jehrden; † 5. Juni 1943 in Gießen) war ein deutscher Politiker der NSDAP.
Backhaus war von Beruf Postbeamter in Ahrensburg. Zum 13. Juni 1925 trat er der NSDAP bei (Mitgliedsnummer 7.477) und wurde 1929 Kreisleiter der Partei im Kreis Stormarn, was er bis 1932 blieb. Im Jahr 1931 wurde er als Gaufachberater für die Beamtenpolitik der Nationalsozialisten in Schleswig-Holstein zuständig, zeitgenössisch hieß diese Funktion Gauwalter des Reichsbundes der Deutschen Beamten. 1933 wurde er zum Bürgermeister von Pinneberg ernannt.
Backhaus rückte am 10. September 1932 für den ausgeschiedenen Abgeordneten Hinrich Lohse in den Deutschen Reichstag. Bis zum Ende der Wahlperiode im November 1932 vertrat er den Wahlkreis 13. Bei der Reichstagswahl 1936 wurde er erneut nominiert, erhielt jedoch kein Mandat.
Von 1937 bis zu seinem Tode war er NSDAP-Kreisleiter der Wetterau. Seinen Sitz hatte er in Gießen, damals im Volksstaat Hessen. Räumlich umfasste sein Arbeitsgebiet unter anderem den Landkreis Friedberg und den Landkreis Büdingen.